# Alpha Oumar Djalo
Alpha Oumar Djalo (París, 15 de septiembre de 1996) es un deportista francés que compite en judo.
Participó en los Juegos Olímpicos de París 2024, obteniendo una medalla de oro en la prueba de equipo mixto. Ganó una medalla de bronce en el Campeonato Europeo de Judo de 2023, en la categoría de –81 kg.

## Palmarés internacional
| Juegos Olímpicos   | Juegos Olímpicos      | Juegos Olímpicos  | Juegos Olímpicos |
| Año                | Lugar                 | Medalla           | Categoría        |
| ------------------ | --------------------- | ----------------- | ---------------- |
| 2024               | París (Francia)       | Medalla de oro    | Equipo mixto     |
| Campeonato Europeo |                       |                   |                  |
| Año                | Lugar                 | Medalla           | Categoría        |
| 2023               | Montpellier (Francia) | Medalla de bronce | –81 kg           |